# HMS M11
HMS M11 var en svensk minsvepare som byggdes i Kristinehamn och sjösattes den 18 december 1940. Gick sedan Göta kanal ner till Nya Varvet för påmönstring. Med sina mått på 25 m x 5 m passar hon även in i slussarna från Vänern och österut. M11 utrangerades den 22 november 1957 och övergick till Tullverket som TV 011. Senare såldes hon till en privatperson som lustfartyget Rebecca Stockholm.